# Olga Zaicik
Olga Zaicik (n. 8 noiembrie 1921, Łódź, Gostyń County⁠(d), voievodatul Polonia Mare, Polonia – d. 18 octombrie 2013) a fost o traducătoare română din literatura poloneză.

## Biografie
Olga Zaicik s-a născut pe 8 noiembrie 1921 în localitatea poloneză Łódź din voievodatul Polonia Mare, în familia tehnicianului textilist Manase Zayczyk și a soției sale, Jochweta (n. Landau), de origine evreiască. S-a stabilit împreună cu familia sa în România în anul 1927. A urmat studii primare și secundare la Pitești (1928–1938), pe care le-a continuat apoi la Școala Centrală din București (1938–1940). A vrut să studieze medicina, dar nu a putut din cauza legilor rasiale aplicate în România în anii 1940–1944, în timpul celui de-al Doilea Război Mondial, așa că a absolvit doar Școala sanitară evreiască. După război, a studiat limba și literatura franceză la Facultatea de Litere și Filosofie a Universității din București (1944–1947) și și-a susținut licența cu lucrarea Le Sentiment de la mort chez Pascal. După absolvirea studiilor universitare, a lucrat ca redactor la mai multe edituri: Editura de Stat (1948–1951), Editura de Stat pentru Literatură și Artă (unde a fost numită șef de secție în 1959), Editura pentru Literatură Universală (unde a îndeplinit funcția de șef al secției de literaturi romanice în perioada 1965–1970) și Editura Univers (1970–1976). A colaborat, de asemenea, la revistele Secolul 20, România literară, Cahiers roumains d’etudes litteraires etc. S-a pensionat în anul 1976.
A decedat la 18 octombrie 2013 și a fost înmormântată la 27 octombrie 2013 în Cimitirul evreiesc de pe Șoseaua Giurgiului din București.

## Opera
A publicat două cărți despre literatura poloneză: Pasiunea romantică (1965) și Henryk Sienkiewicz (1972). Primul volum, Pasiunea romantică (1965), este un studiu critic original, bogat documentat și exigent, al operei poeților romantici polonezi Adam Mickiewicz și Juliusz Słowacki, care pune accentul pe activitatea lor poetică și realizează comparații cu scrierile lui Goethe, Byron, Shakespeare sau Dante. Monografia Henryk Sienkiewicz (1972) se concentrează pe analiza trilogiei istorice a lui Sienkiewicz, insistând asupra genezei, a problematicii și a tipologiei celor trei romane și realizând o ierarhizare valorică a lor, cel mai reușit fiind considerat Potopul. De asemenea, autoarea comentează atent romanele de moravuri cu subiect contemporan Fără ideal și Familia Polaniecki, identificând soluția lui Sienkiewicz pentru rezolvarea problemelor sociale: regenerarea nobilimii poloneze prin întărirea sângelui sleit al moșierilor cu vigoarea sângelui țărănesc și întoarcerea la un „patriarhalism romantic”. Prin poetica literaturii sale, Sienkiewicz este considerat de Olga Zaicik a fi mai apropiat de romantism decât de realism.
Olga Zaicik a desfășurat o activitate intensă de traducătoare a literaturii poloneze atât a celei clasice (Bolesław Prus, Henryk Sienkiewicz, Zofia Nałkowska, Eliza Orzeszkowa, Maria Dąbrowska), cât și a celei contemporane (Jarosław Iwaszkiewicz, Stanisław Ignacy Witkiewicz, Witold Gombrowicz, Czeslaw Milosz, Olga Tokarczuk), căutând să găsească echivalențele lingvistice și mai ales să reconstituie atmosfera epocii descrise. Activitatea ei a avut un impact asupra creșterii popularității literaturii poloneze în România.

## Traduceri
Ea a tradus, printre altele:
- ***, Cântecul Varșoviei. Nuvele din noua literatură poloneză, București, 1951
- ***, Nuvele clasice polone, București, 1963 (în colaborare)
- ***, Banchetul. Nuvele polone contemporane, ediție îngrijită și prefață de traducător, București, 1976
- Andrei Amalrick, Rasputin, București, 1994
- Lesław Bartelski, Oameni de dincolo de râu (Ludzie zza rzeki), București, 1954
- Danuta Bieńkowska, Daniel în ghearele leului (Daniel w paszczy lwa), București, 1961
- Danuta Bieńkowska, Regăsire. Vacanță la Paris, prefața traducătorului, București, 1992
- Jean Chevalier, Alain Gheerbrant, Dicționar de simboluri, I–III, București, 1995 (în colaborare)
- Michał Choromański, Gelozie și medicină (Zazdrość i medycyna), București, 1991
- Maria Dąbrowska, Popa Filip (Ksiądz Filip), prefața traducătorului, București, 1957
- Aleksander Fredro, Răzbunarea (Zemsta), prefață de Tereza Maiorescu-Kwieczinska, București, 1958 (în colaborare cu Virgil Teodorescu)
- Witold Gombrowicz, Ivona, principesa Burgundiei (Iwona, księżniczka Burgunda), București, 1975
- Witold Gombrowicz, Jurnal. Teatru (Dziennik. Teatr), ediție îngrijită și postfața traducătorului, prefață de Romul Munteanu, București, 1988
- Witold Gombrowicz, Jurnal (Dziennik), ediție îngrijită de traducător, prefață de K. Jurczak, București, 1998
- Roman Ingarden, Studii de estetică (Studia z estetyki), introducere de Nicolae Vanina, București, 1978
- Jarosław Iwaszkiewicz, Proză. Maica Ioana a îngerilor (Proza. Matka Joanna od Aniołów), București, 1971
- Jarosław Iwaszkiewicz, Îndrăgostiții din Marona (Kochankowie z Marony), București, 1972
- Jarosław Iwaszkiewicz, Povestiri muzicale (Opowiadania muzyczne), București, 1979
- Ryszard Kapuściński, Agonia imperiului (Imperium), București, 1996
- Julian Kawalec, Dansul eretelui. Caut casă (Tańczący Jastrząb. Szukam domu), București, 1973
- Maria Konopnicka, Natură moartă (Martwa natura), prefața traducătorului, București, 1960
- Józef Ignacy Kraszewski, Meșterul Twardowski (Mistrz Twardowski), prefața traducătorului, București, 1981
- Maria Krüger, Mărgică albastră (Karolcia), București, 1973
- Maria Kuncewiczowa, Străina (Cudzoziemka), București, 1974
- Andrzej Kuśniewicz, Lecția de limbă moartă (Lekcja martwego języka), prefața traducătorului, București, 1985
- Andrzej Kuśniewicz, Regele celor două Sicilii. Lecția de limbă moartă (Królestwo Obojga Sycylii. Lekcja martwego języka), prefață de Constantin Geambașu, postfață de D. Branea, București, 1998
- Czesław Miłosz, Valea Issei (Dolina Issy), prefață de Marius Lazurca, postfață de Stan Velea, București, 2000 (în colaborare cu Stan Velea)
- Sławomir Mrożek, Fuga în sud (Ucieczka na południe), București, 1970
- Zofia Nałkowska, Dragostea Teresei Hennert (Romans Terest Hennert), prefața traducătorului, București, 1979
- Eliza Orzeszkowa, Julianka (Julianka), prefața traducătorului, București, 1962
- Bolesław Prus, Soartă de orfan (Sieroca dola), București, 1954
- Jerzy Putrament, Realitatea (Rzeczywistość), București, 1950
- Henryk Sienkiewicz, Potopul I–V (Potop), prefața traducătorului, București, 1969
- Olga Tokarczuk, Străveacul și alte vremi (Prawiek i inne czasy), postfața traducătorului, Iași, 2002
- Michał Walicki, Vermeer, prefață de Vasile Drăguț, București, 1972
- Stanisław Ignacy Witkiewicz, Gyubal Wahazar sau în labirinturile nonsensului (Gyubal Wahazar – czyli Na przełęczach bezsensu), prefața traducătorului, București, 1998
- Stanisław Ignacy Witkiewicz, Teatru (Teatr), prefața editorului, București, 1998 (în colaborare cu Janina Radu)
- Andrzej Zaniewski, Șobolanul (Szczur), introducerea autorului, București, 1995
- Wojciech Żukrowski, Nopțile Ariadnei (Noce Ariadny), prefața traducătorului, București, 1983

## Premii și distincții
- Crucea de Aur de Merit a Republicii Polone (1970)[3][4]
- Medalia Amicus Poloniae (1976)[3][4]
- Premiul Asociației Autorilor (ZAIKS) (1980)[3][4]
- Crucea de Cavaler al Ordinului de Merit al Republicii Polone (1999)[3][4]
- Ordinul național „Pentru Merit” în grad de Ofițer (1 decembrie 2000) „pentru realizări artistice remarcabile și pentru promovarea culturii, de Ziua Națională a României”[6]